# Pleuroprucha tropicaria
Pleuroprucha tropicaria là một loài bướm đêm trong họ Geometridae.